# Alessandro III d'Imerezia
Alessandro III di Imerezia, in georgiano ალექსანდრე III? (Kutaisi, 1609 – Kutaisi, 1º marzo 1660), è stato re d'Imerezia dal 1639 al 1660.

## Biografia

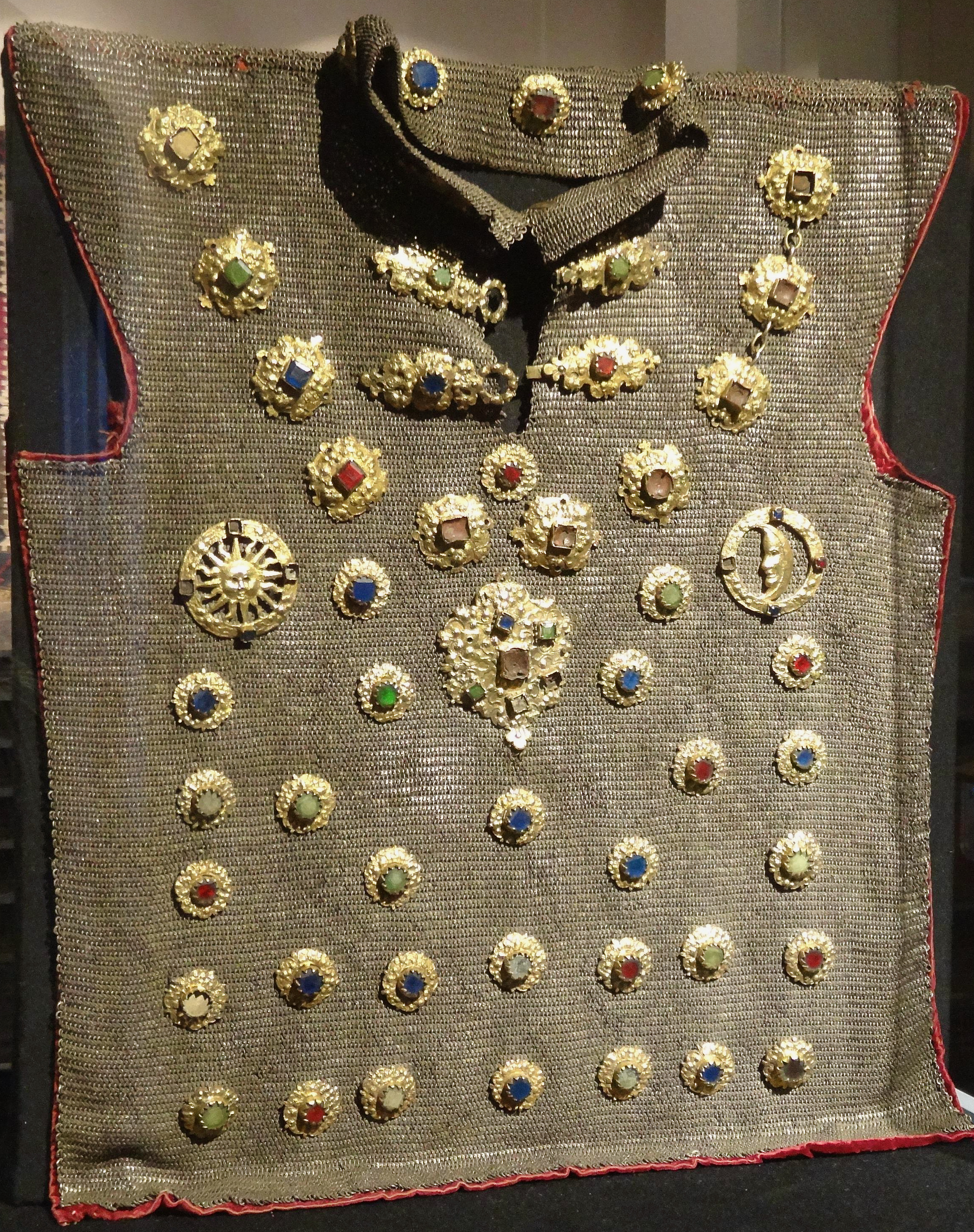
Cotta di maglia di Alessandro III.

Alessandro succedette alla morte di suo padre, Giorgio III d'Imerezia, nel 1639. Gran parte del suo regno trascorse con delle lotte col potente principe di Mingrelia, Levan II Dadiani, che si rifiutò di riconoscere Alessandro quale sovrano d'Imerezia e suo padrone, aspirando a detronizzarlo. In una di queste battaglie, Dadiani catturò ed accecò l'energico fratello di Alessandro, Mamuka, portando il sovrano sull'orlo del baratro. Il suocero di Alessandro, Teimuraz I di Cachezia, tentò di mediare il conflitto, ma questo fu impossibile.
Sia il sovrano di Mingrelia che quello d'Imerezia chiesero aiuto alla Russia per supportare la loro causa. Inviati da Mosca giunsero a Mingrelia nel 1639/40, senza alcun risultato positivo. In risposta all'appello di Alessandro, un'altra ambasceria giunse nella capitale Imereziana di Kutaisi nel 1651, ed il 9 ottobre, Alessandro fece giuramento di fedeltà allo zar Alessio Mikhailovich. Dal momento però che i russi si trovavano ancora troppo distanti dal Caucaso meridionale, questa mossa non ebbe virtualmente effetti nel corso degli eventi. Solo con la morte di Levan nel 1657 Alessandro fu in grado di sistemare la situazione. Marciò immediatamente verso la Mingrelia, ne soggiogò i nobili locali e sostituì il principe locale con uno di propria fiducia, Vameq. Nel 1659, interferì anche negli affari del principato di Guria e rimpiazzò l'infedele principe Kaikhosro I col suo protégé Demetrio Gurieli. Per un breve periodo, dunque, la corona d'Imerezia non ebbe ulteriori contrasti in Georgia occidentale.

## Famiglia
Alessandro si sposò due volte. Sua prima moglie fu Tamar, figlia di Mamia II Gurieli, che Alessandro sposò nel 1618 per poi divorziare nel 1620. In seconde nozze, nel 1629, si sposò con Nestan-Darejan, figlia di Teimuraz I di Cachezia. Tutti i suoi figli nacquero dal primo matrimonio:
- Bagrat V (1620–1681), re d'Imerezia (1660–1681).
- Principe Klimenti (fl. 1651).
- Principessa Tinatin (fl. 1661 – 1680), sposò un nobile della dinastia Goshadze e poi Levan III Dadiani.